# Rockford Dactyls
Die Rockford Dactyls waren ein US-amerikanisches Frauenfußball-Franchise mit Sitz in Rockford, Illinois. Diese waren verpartnert mit dem damaligen USL-Second-Division-Franchise Rockford Raptors.

## Geschichte
Das Franchise wurde im Jahr 1995 gegründet und stieg in die Debüt-Saison der neuen USL W-League auch im selben Jahr in den Spielbetrieb ein. Bereits in der ersten Saison schaffte man als Erster in der Central Division die Qualifikation für die Playoffs, schaffte es hier aber nicht über das Ausscheidungsturnier hinaus. Trotz eines vierten Platz in der Folgesaison spielte man auch hier in den Playoffs und erreichte sogar das Halbfinale, wo man am Ende mit 0:4 gegen Maryland Pride ausschied.
In den folgenden Jahren funktionierte die Teilnahme an den Playoffs aber nicht mehr und man musste dann in der Saison 1998 auch an der schwächeren W-2 Division innerhalb der Liga teilnehmen. Aber selbst hier fuhr man nur einstellige Punktzahlen ein. Nach der Saison 2000 wurde das Franchise schlussendlich aufgelöst.